# EBRA Mediengruppe

Die EBRA Mediengruppe (Groupe EBRA, Est Bourgogne Rhône Alpes) mit Sitz in Houdemont im Département Meurthe-et-Moselle in der Region Grand Est ist ein Medienkonzern in der Rechtsform einer Holding mit Beteiligungen an gedruckten und elektronischen Medien in Frankreich. Die Gesellschaft verlegt Tageszeitungen in Ostfrankreich und betreibt Online-Anzeigenportale sowie Dienstleistungen im Bereich Neue Medien und Unternehmenskommunikation.  EBRA hat einen Marktanteil von 9,4 % an den nationalen Titeln und 18 % an der Tagespresse (2019).

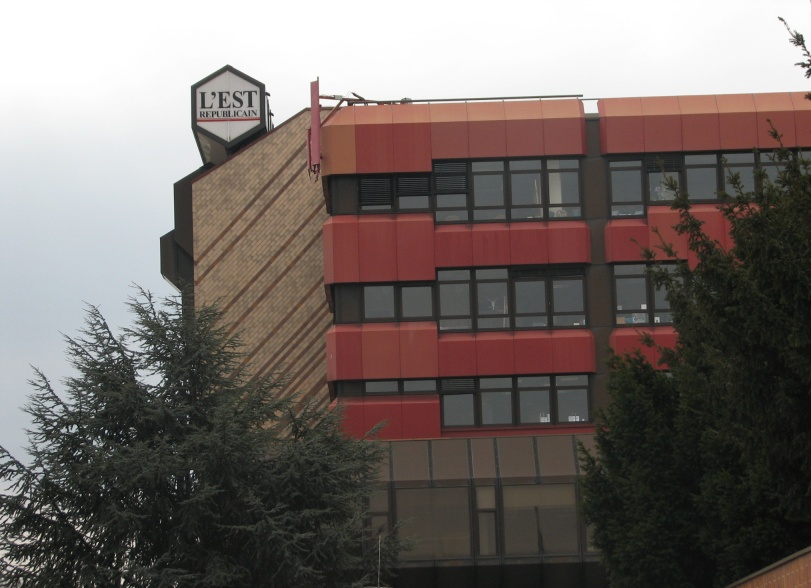
Zentrale von L’Est Républicain und EBRA in Houdemont

## Der französische Zeitungsmarkt
Der französische Zeitungsmarkt besteht zum einen aus der überregionalen Presse, die in Paris erscheint und sich nationalen und internationalen Themen widmet. Beispiele sind Le Monde und Le Figaro. Daneben gibt es jedoch eine Vielzahl bedeutender regionaler Zeitungen, die hauptsächlich über lokale Ereignisse berichten. Sie berichten auf regionaler und hauptsächlich auf lokaler Ebene, mit einer Vielzahl von Lokalausgaben und einem dichten Netz von freien Mitarbeitern (correspondants) in den Gemeinden. So erscheint z. B. die Dernières Nouvelles d’Alsace in 8 regionalen Ausgaben, die wieder in 57 lokale Ausgaben unterteilt sind. Sie bestehen also aus einem gemeinsamen Mantel für alle Regionen, einem Regionalteil und einem Lokalteil. Der Lokalteil ist stark bebildert.

## Geschichte

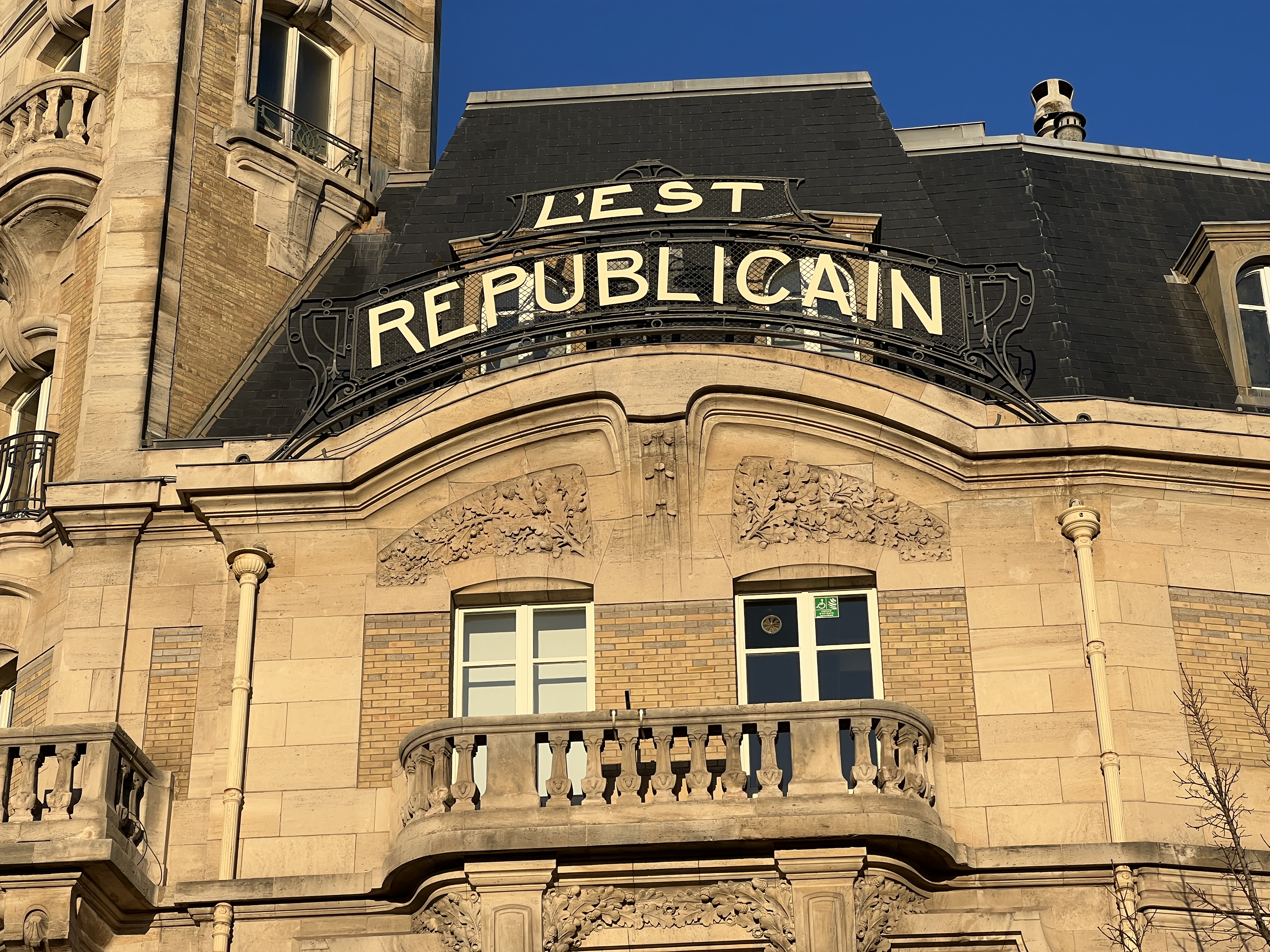
Ehemaliger Firmensitz des Est Républicain in Nancy

1889 gründete Léon Goulette die Tageszeitung L’Est républicain in Nancy. 1999 kaufte der Est républicain die Zeitung La Liberté de l’Est. Damit erwarb er mehrere Titel, darunter die Dernières Nouvelles d’Alsace und Le Journal de la Haute-Marne. 2006 kaufte die Gruppe mit finanzieller Unterstützung der Bankengruppe Crédit Mutuel den Rhône-Alpes-Anteil der Socpress, heute Groupe Figaro. Damit wurde die Gruppe EBRA gegründet mit den zusätzlichen Titeln L’Alsace, Le Pays, Le Républicain Lorrain, Le Progrès, Le Dauphiné, Le Bien Public und Le Journal de Saône-et-Loire. Von 1983 bis 2011 wurden L'Est républicain und später die EBRA-Gruppe von Gérard Lignac (1928–2017) geleitet. 2012 gründete die Gruppe in Paris das Bureau d’Informations Générales („Allgemeines Informationsbüro“), das die nationalen und internationalen Seiten für alle Titel der Gruppe erstellt. Ab 2017 übernahmen alle Titel der Gruppe ein einheitliches Online-Format und vermarkten sich seither gemeinsam. 2021 wurde das Programm Digital First eingeführt, mit dem alle Informationen der Druck- und Online-Ausgaben zusammen erstellt und veröffentlicht werden. Dadurch erhalten die Abonnenten der Zeitungen Zugriff auf alle Ausgaben.

### Übernahme des Est républicain durch den Credit Mutuel

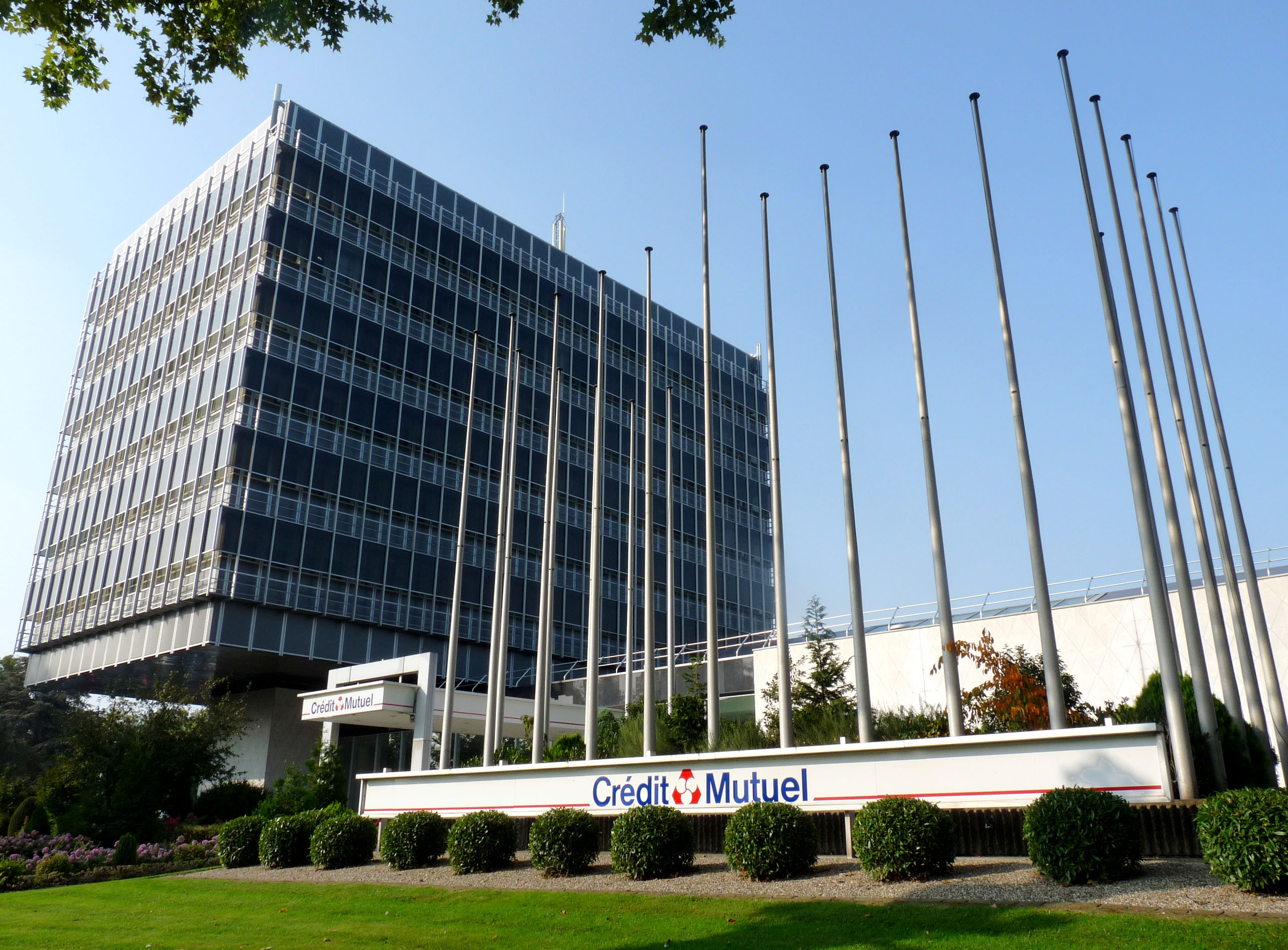
Crédit Mutuel-Strasbourg

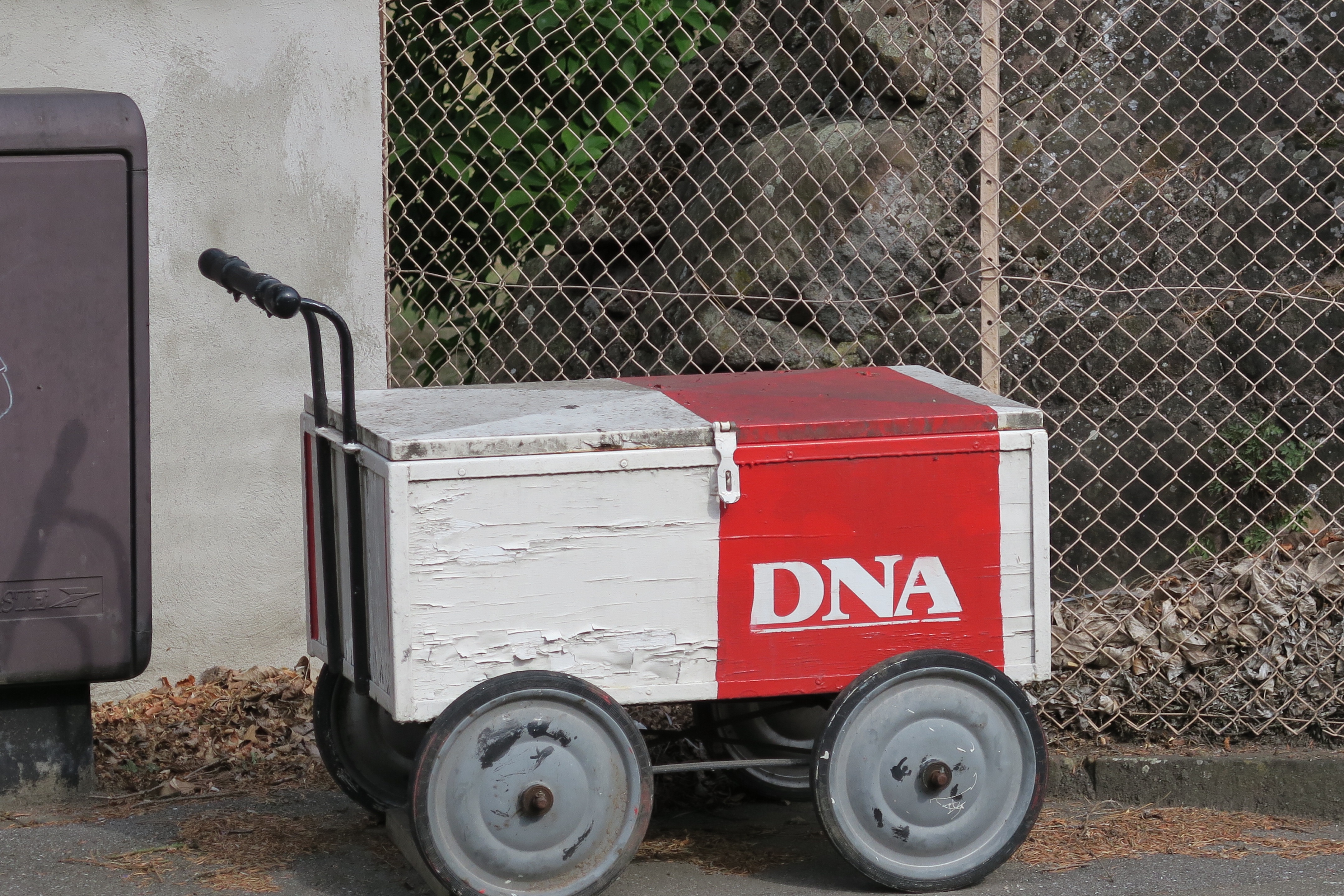
Traditioneller Handwagen zur Auslieferung der Dernières Nouvelles d’Alsace an Abonnenten

Im Juni 2008 übernahm der Crédit Mutuel die Anteile vom Républicain Lorrain. Das Kapital wurde von 2,4 auf 4 Mio. € erhöht, dafür wurde ein Kredit von 128 Mio. € erlassen. Danach hielt der Crédit Mutuel 51 % des Kapitals des Républicain Lorrain. Die Gewerkschaften schätzten, dass der Crédit Mutuel 400 Mio. € in den Républicain Lorrain investiert hat. Mit dieser Kapitalerhöhung verlor auch der zweite Großaktionär des Républicain Lorrain, Hersant Média, seine Sperrminorität. Im Jahr vorher hat der Républicain Lorrain mit einem Kredit des Crédit Mutuel die Zeitungen der Socpresse gekauft. Ende 2010 übernahm der Crédit Mutuel die restlichen Anteile des PDGs (Generaldirektors) Gérard Lignac. Die Familie Lignac war ab 1922 Eigentümer des Républicain Lorrain. Vorher hatte der Crédit Mutuel schon die Anteile von Hersant Media gekauft. Damit hielt der Crédit Mutuel 80 % der Stimmrechte am Républicain Lorrain. 2021 wurden alle Gesellschaften in der Holding EBRA zusammengeführt.

### Hintergrund und Eigentumsverhältnisse
Traditionell gehörten die französischen Regionalzeitungen ansässigen Familien. Über viele Jahre war dies ein äußerst profitables Geschäft. Mit dem Aufkommen der Neuen Medien brachen jedoch viele Einnahmen weg, insbesondere die Lokalanzeigen. Die bisherigen Eigentümer konnten mangels Kapital die Verluste nicht ausgleichen, sodass der Crédit Mutuel die Beteiligungen günstig erwerben konnte. In einem langen und schmerzhaften Prozess wurden die Titel reorganisiert und rationalisiert. 2008 hatte die Gruppe 4.500 Angestellte und kündigte einen Stellenabbau um 10 % an. Dies führte zu heftigen Protesten, die aber folgenlos blieben. Seit einigen Jahren macht die Gruppe Gewinne. Der Crédit Mutuel, genauer der Crédit Mutuel Alliance Fédérale, ist der Nachfolger der 1885 in Straßburg gegründeten Raiffeisenkasse. Er ist heute der Alleinaktionär der EBRA. Der Niedergang und die Konzentration des Zeitungsmarkts ist kein französisches Phänomen, in Deutschland ist das  Verlagskonglomerat von Dirk Ippen vergleichbar.

## Tageszeitungen

Verbreitung der von EBRA verlegten Zeitungen (2016)

Die Gruppe EBRA gibt 9 Tageszeitungen in Ostfrankreich heraus, in Klammern die Departements, in denen sie erscheinen:
- L'Alsace (Haut-Rhin)
- Le Bien public (Côte-d’Or)
- Le Dauphiné libéré (Ardèche, Drôme, Hautes-Alpes, Haute-Savoie, Isère, Savoie)
- Vaucluse matin (Vaucluse)
- Dernières Nouvelles d’Alsace (Bas-Rhin)
- L'Est républicain (Doubs, Haute-Saône, Meurthe-et-Moselle, Meuse, Territoire de Belfort)
- Le Journal de Saône-et-Loire (Saône-et-Loire)
- Le Progrès (Ain, Haute-Loire, Jura, Loire, Rhône)
- Le Républicain lorrain (Moselle)
- Vosges Matin (Vosges)

Zusätzlich 3 lokale Wochenzeitungen:
- La Presse de Gray
- La Presse de Vesoul
- La Tribune de Montélimar

Sowie 2 kostenlose Zeitungen:
- Lyon plus
- Top Est

## Sonstige Aktivitäten
EBRA veranstaltet Messen und Events für Firmen und bietet mit 300 Beratern Dienstleistungen an für den Internetauftritt inklusive Social Media von Firmen. 2022 übernahm EBRA die Gruppe Humanoid, die die Technik-Websites Frandroid und Numerama herausgibt.

## Finanzzahlen
Die Geschäfte werden von EBRA Medias Alsace geführt. Hinweis: die veröffentlichten Zahlen sind wenig transparent, die Holding hat 3 Angestellte, EBRA Medias Alsace hat 82 Angestellte. Die Journalisten und die Verwaltung tauchen in den veröffentlichten Zahlen nicht auf. In einer Société par actions simplifiée mit nur einem Aktionär ist dies zulässig.
- Umsatz:  36.919.400,00 € (2020)[16]
- Auflage (Gesamt): 950.000 (2017/18)[17]
- Reichweite: 3.395.000 Leser pro Tag (2021)[18]
- Journalisten: 1.400[2]